# Achillobator
Achillobator war eine Gattung fleischfressender Dinosaurier aus der Gruppe der Dromaeosauridae. Einzige Art ist Achillobator giganticus.
Bisher ist ein fragmentarisches Skelett bekannt, das aus der Oberkreide der Mongolei stammt. Mit einer Länge von etwa fünf Metern gehörte Achillobator nach dem amerikanischen Utahraptor zu den größten Vertretern der Dromaeosauridae.

## Merkmale
Achillobator wird auf eine Länge von knapp 5 Metern und ein Gewicht von etwa 350 kg geschätzt. Der große Oberkiefer (Maxillare) weist auf einen relativ großen Kopf hin, der proportional ähnlich groß war wie der der Carnosauria. Auf jeder Seite des Oberkiefers saßen 11 Zähne, die Gesamtanzahl der Zähne ist unbekannt. Sowohl die vordere als auch die hintere Schneidekante der Zähne waren gesägt, die Dentikel (Zähnchen) waren jedoch wie bei anderen Dromaeosauriden auf der hinteren Schneidekante größer als auf der vorderen.
Die Hinterbeine waren relativ kurz und gedrungen. Im Gegensatz zu allen anderen Dromaeosauriden war der Oberschenkelknochen (Femur) länger als das Schienbein (Tibia). Die Arme waren lang.  Wie bei den meisten anderen Dromaeosauriden waren die Schwanzwirbel durch lange, rutenartige Wirbelfortsätze verbunden, verlängerte Post- und Präzygapophysen und Chevron-Knochen. Die zweite Zehe des Fußes zeigt die für Dromaeosauriden typische, gekrümmte und stark vergrößerte Sichelkralle. Von anderen Dromaeosauriden lässt sich Achillobator durch einige primitive Merkmale im Bau des Beckens unterscheiden: So war das Schambein (Pubis) proportional kürzer und nicht vogelartig nach hinten orientiert wie bei anderen Dromaeosauriden, sondern zeigte bauchwärts nach unten. Außerdem war das verbreiterte untere Ende des Schambeins (Pubic boot) sehr groß.

## Systematik und Chimäre-Hypothese
Achillobator war vermutlich am nächsten mit Utahraptor und Dromaeosaurus verwandt. Zusammen bilden diese Gattungen die Dromaeosaurinae, eine Untergruppe der Dromaeosauridae.
Burnham und Kollegen (2000) vermuten, dass es sich bei dem gefundenen Skelett um eine Chimäre handeln könnte, was bedeutet, dass die Knochen zu mehr als nur einer Art gehörten. Diese Forscher argumentieren, dass der Oberkiefer, das Sitzbein, das Schambein und die Schwanzwirbel keine gemeinsamen Merkmale mit anderen Dromaeosauriden teilen und somit wahrscheinlich von einem anderen Tier stammen. Die gefundenen Fußkrallen würden jedoch tatsächlich zu einem Dromaeosauriden gehören, so die Forscher. Norell und Makovicky (2004) argumentieren, dass die Knochen teilweise assoziiert gefunden wurden, was darauf hinweist, dass sie zum selben Individuum gehörten. Trotzdem bemerken diese Forscher, dass besonders das vertikal ausgerichtete Schambein und dessen stark verbreitertes unteres Ende sehr untypisch für Dromaeosauriden seien.

## Fund, Entdeckungsgeschichte und Namensgebung
Das einzige bisher bekannte Skelett wurde 1989 von Namsarai, einem Assistent-Paläontologen des Mongolischem Naturhistorischen Museums, während einer Russisch-Mongolischen Expedition entdeckt. Der Fundort, die Burkhant-Lokalität, befindet sich 28,8 km südwestlich des Dorfes Dzun Bayan in dem mongolischen Aimag Dorno-Gobi. Die Burkhant-Lokalität ist mit nur 100 m2 eine kleine Fundstelle; das Achillobator-Skelett ist der bisher einzige Fund. Die Sedimentgesteine, die das Skelett bargen, gehören stratigraphisch zur Bayan-Shireh-Formation. Aus anderen Fundstellen dieser Formation sind Überreste von Hadrosauriden, Ankylosauriern, Sauropoden und Krokodilen gefunden worden. Die Sedimente stammen aus der Oberkreide und sind wahrscheinlich zwischen 89 und 84 Millionen Jahre alt (Coniacium bis Santonium). Diese Altersangabe ist jedoch unsicher.
Das Skelett (Holotyp, Exemplarnummer FR.MNUFR-15) wurde artikuliert vorgefunden; die Knochen befanden sich jedoch nicht mehr im anatomischen Verbund. Der Fund umfasst einen linken Oberkieferknochen (Maxillare), neun Zähne, einige Hals-, Rücken- und Schwanzwirbel, drei V-förmige Chevron-Knochen, Rippenfragmente, einige isolierte Hand- und Fußknochen, das rechte Darmbein, Schambein und Sitzbein, den linken Oberschenkelknochen und das Schienbein sowie die linken Mittelfußknochen 3 und 4.
Achillobator giganticus wurde 1999 von Altangerel Perle, Mark Norell und James Clark in einem mongolischen Journal erstmals wissenschaftlich beschrieben. Die Beschreibung basiert jedoch auf einem vorläufigen Manuskript und wurde ohne das Wissen von Clark und Norell veröffentlicht. Der Name Achillobator giganticus bedeutet „gigantischer Achilles-Held“ und setzt sich aus „Achilles“, einen Helden der griechischen Mythologie, und „bator“, was so viel wie Held bedeutet, zusammen. Der Name deutet auf eine vermutete sehr starke Sehne hin, die am zweiten Zeh saß und kräftige Bewegungen der Sichelkralle erlaubte.